# Miron Urbaniak
Miron Urbaniak (ur. 1979 r. w Lesznie) – polski historyk, specjalizujący się w historii Polski i powszechnej XIX-XX wieku, historii techniki, historii architektury oraz ochronie kultury materialnej; nauczyciel akademicki związany z Uniwersytetem Wrocławskim.

## Życiorys
Urodził się w 1979 roku w Lesznie, w którym spędził swoje dzieciństwo oraz wczesną młodość. Ukończył tam kolejno szkołę podstawową oraz II Liceum Ogólnokształcące, w którym w 1998 roku zdał egzamin maturalny. Następnie podjął studia dzienne na kierunku historia na Uniwersytecie Wrocławskim. Ukończył je w 2004 roku zdobywając tytuł zawodowy magistra. Pracę magisterską poświęcił zabytkowym silnikom parowym we Wrocławiu, m.in. maszynom Ruffera w wieży wodnej "Na Grobli". Niedługo potem rozpoczął dalszą edukację w ramach studiów doktoranckich, zostając asystentem na swojej macierzystej uczelni w powstałym w 2004 roku Zakładzie Historii Kultury Materialnej w Instytucie Historycznym. W 2008 roku uzyskał stopień naukowy doktora nauk humanistycznych w zakresie historii o specjalności historia najnowsza na podstawie pracy pt. Modernizacja infrastruktury miejskiej Leszna w latach 1832 - 1914, której promotorem był prof. dr hab. Jan Kęsik. Wraz z nowym tytułem awansował na stanowisko adiunkta. W 2013 roku Rada Wydziału Nauk Historycznych i Pedagogicznych Uniwersytetu Wrocławskiego nadała mu stopień naukowy doktora habilitowanego nauk humanistycznych w zakresie historii o specjalności historia Polski i powszechna XIX i XX wieku na podstawie rozprawy nt. Miejskie zakłady przemysłowe Wielkiego Księstwa Poznańskiego. Gazownie. Kilka lat później otrzymał stanowisko profesora uczelnianego w Zakładzie Historii Kultury Materialnej Instytutu Historycznego UWr. Od 2020 roku pełni funkcję zastępcy dyrektora ds. inwestycji Instytutu Historycznego UWr.
Poza działalnością naukowo-dydaktyczną jest ekspertem Wojewódzkich Urzędów Ochrony Zabytków i członkiem Polskiego Komitetu Narodowego Międzynarodowej Rady Ochrony Zabytków (PKN ICOMOS Polska).

## Dorobek i zainteresowania naukowe
Zainteresowania naukowe Mirona Urbaniaka koncentrują się wokół zagadnień związanych z historią Polski i powszechną XIX-XX wieku, historią techniki, historią architektury oraz ochroną kultury materialnej. Jest on autorem kilkudziesięciu opracowań z zakresu inżynierii cywilnej, przemysłu, techniki i kolejnictwa w ujęciu historycznym i technicznym. Pasjonuje się ochroną dziedzictwa przemysłowo-technicznego Polski, w tym zwłaszcza ochroną zabytków techniki Wielkopolski. Był autorem wystawy fotograficznej Miejskie wieże ciśnień Wielkopolski, która od 2007 roku gości w różnych obiektach kultury.
Do jego najważniejszych publikacji należą:
- Zabytki przemysłu i techniki Leszna, Leszno 2006.
- Modernizacja infrastruktury miejskiej Leszna w latach 1832-1914, Poznań 2009.
- Zabytkowa stacja kolejowa Gniezno. Od Kolei Górnośląskiej do programu "Otto", Łódź 2010.
- Gazownie, Miejskie zakłady przemysłowe Wielkiego Księstwa Poznańskiego, Łódź 2011.
- Wrocławskie wodociągi i kanalizacja od przeszłości do współczesności, Wrocław 2011; współautor: Ryszard Nowakowski.
- Kolej doliny Warty. Historia linii kolejowej Oborniki - Obrzycko - Wronki, Oborniki 2012; współautor: Krzysztof Springer.
- Leszczyńskie koszary z lat 1901-1905 na planach budowlanych Archiwum Państwowego w Lesznie, Leszno 2012.
- Kolej Skwierzyna - Stare Bielice. Kolejowy modernizm w Polsce, Łódź 2013.
- Dzieła hydrotechniki w Polsce. Kanał Górnośląski (Gliwicki). Łódź 2015.